# 앤드리아 M. 게즈
앤드리아 미아 게즈(영어: Andrea Mia Ghez, 1965년 6월 16일~)는 미국의 천체물리학자이자 노벨 물리학상 수상자이며, 캘리포니아 대학교 로스앤젤레스 물리학 및 천문학과 교수이자 로렌 B. 라이히트만 & 아서 E. 레빈 천체물리학 석좌교수이다. 그의 연구는 우리 은하의 중심에 초점을 맞추고 있다.
2020년 노벨 물리학상을 수상한 네 번째 여성이 되었으며, 수상의 절반을 라인하르트 겐첼과 공유했다(나머지 절반은 로저 펜로즈에게 수여되었다). 노벨상은 우리 은하의 은하중심에 있는 블랙홀로 일반적으로 인식되는 초대질량의 밀집된 천체, 궁수자리 A*를 발견한 공로로 게즈와 겐첼에게 수여되었다.

## 초기 생애
게즈는 뉴욕에서 태어났다. 그녀는 쉬잔(성 Gayton)과 길버트 게즈의 딸이다. 그녀의 아버지는 유대인 혈통으로, 원래 튀니지와 프랑크푸르트, 독일 출신의 가족으로부터 이탈리아, 로마에서 태어났다. 그녀의 어머니는 매사추세츠주 노스 애틀버러 출신의 아일랜드계 가톨릭 가족이었다.
1969년, 그의 아버지는 컬럼비아 대학교에서 박사 학위를 마치고 시카고 대학교에 취직했으며, 게즈는 교수 자녀로서 연구 학교에 다닐 수 있었다. 아폴로 계획의 달 착륙은 게즈가 최초의 여성 우주비행사가 되려는 열망을 불러일으켰고 어머니는 망원경을 사주면서 그 목표를 격려했다. 그에게 가장 큰 영향을 준 여성 롤모델은 고등학교 화학 선생님이었다.
대학에서 수학을 전공하다가 물리학으로 전공을 바꿨다. 그녀는 1987년에 매사추세츠 공과대학교에서 이학 학사 학위를 받았다. 그곳에 있는 동안 세인트 앤서니 홀 남학생 사교 클럽의 회원이었다. 1992년에 캘리포니아 공과대학교에서 게리 노이게바워의 지도 아래 박사 학위를 받았다.

## 경력
게즈의 연구는 켁 망원경의 적응광학 시스템과 같은 고해상도 이미징 기술을 사용하여 별 형성 지역과 우리 은하 중심에 있는 궁수자리 A*로 알려진 초대질량 블랙홀을 연구한다. 그는 우리 은하 중심 근처 별들의 운동학을 사용하여 이 지역을 탐사한다. 켁 망원경의 고해상도는 라인하르트 겐첼 그룹의 은하 중심 운동학에 대한 첫 번째 주요 연구에 비해 상당한 개선을 가져왔다.
2004년에 게즈는 미국 국립과학원에 선출되었고, 2012년에는 미국철학학회에 선출되었다. 2019년에는 미국 물리학회 (APS) 회원으로 선출되었다.
게즈는 BBC, 디스커버리 채널, 히스토리 채널과 같은 방송사에서 제작한 많은 텔레비전 다큐멘터리에 출연했다. 2006년에는 PBS 시리즈 노바의 한 에피소드에 출연했다. 그녀는 마이 히어로 프로젝트에 의해 과학 영웅으로 선정되었다. 2000년에 디스커버 잡지는 게즈를 각 분야에서 유망한 젊은 미국 과학자 20인 중 한 명으로 선정했다.

### 은하 중심의 블랙홀 (궁수자리 A*)
게즈와 그의 동료들은 적외선 파장으로 은하중심을 촬영하여 가시광선을 차단하는 짙은 먼지를 뚫고 우리 은하 중심의 이미지를 드러낼 수 있었다. W.M. 켁 망원경의 10미터 구경과 대기의 난류를 보정하기 위한 적응광학 사용 덕분에 은하 중심의 이 이미지들은 매우 높은 공간 해상도를 가지며, 블랙홀 궁수자리 A* (Sgr A*) 주위를 도는 별들의 궤도를 추적할 수 있게 되었다. 은하 중심의 블랙홀을 공전하는 많은 별들의 부분 궤도가 관측되었다. 그 별들 중 하나인 S2는 1995년 상세 관측이 시작된 이래 완전한 타원 궤도를 그렸다. 이 별들의 궤도를 완전히 기록하려면 수십 년이 더 걸릴 것이다. 이러한 측정은 일반 상대성이론의 시험을 제공할 수 있다. 2012년 10월, UCLA에 있는 그의 연구팀은 은하 중심을 공전하는 두 번째 별인 S0-102를 확인했다. 케플러의 제3법칙을 사용하여, 게즈의 팀은 궤도 운동을 통해 궁수자리 A*의 질량이 4.1±0.6백만 태양질량임을 보였다. 궁수자리 A*가 위치한 은하 중심은 다음으로 가까운 초대질량 블랙홀(M31*)이 있는 M31보다 100배 가깝기 때문에, 초대질량 블랙홀의 존재를 가장 잘 증명하는 사례 중 하나이다.
2020년, 게즈는 로저 펜로즈와 라인하르트 겐첼과 함께 노벨 물리학상을 블랙홀과 관련된 발견으로 공동 수상했다. 게즈와 겐첼은 우리 은하 중심에서 초대질량 블랙홀이 별들의 궤도를 가장 likely 지배한다는 발견으로 상의 절반을 수상했다. 게즈는 노벨 물리학상이 제정된 이래 네 번째 여성 수상자였으며, 마리 퀴리 (1903년), 마리아 괴퍼트메이어 (1963년), 도나 스트릭랜드 (2018년)가 그 전이었다.

## 수상 경력
- 애니 J. 캐넌 천문학상 (1994)[35]
- 패커드 펠로우십 상 (1996)[36]
- 슬론 리서치 펠로우십 상[37]
- 미국 천문학회의 뉴턴 레이시 피어스 천문학상 (1998)[35]
- 미국 물리학회의 마리아 괴퍼트-메이어 상 (1999)[38]
- 새클러상 (2004)[39]
- 학술 우수 골드 실드 교수상 (2004)[40]
- 마크 애런슨 기념 강좌 (2007)
- 맥아더 펠로우십 (2008)[41]
- 크라포르드상 천문학 부문 (2012)[42]
- 스웨덴 왕립 과학한림원 (2012)[43]
- 왕립학회 베이커리안 메달 (2015)[44]
- 옥스퍼드 대학교 명예 이학박사 (2019)[45]
- 미국 물리학회 회원 (2019)[27]
- 미국 천문학회 레거시 펠로우로 선출 (2020)[46]
- 노벨 물리학상 (2020)[4]

## 선택된 출판물

### 논문
- Ghez, Andrea M.; Neugebauer, Gerry; Matthews, K. (1993). 《The Multiplicity of T Tauri Stars in the Taurus-Auriga & Ophiuchus-Scorpius Star Forming Regions: A 2.2 micron Imaging Survey》 (PDF). 《Astronomical Journal》 106. 2005–2023쪽. Bibcode:1993AJ....106.2005G. doi:10.1086/116782. S2CID 122568990.
- Ghez, Andrea M.; White, Russel J.; Simon, M. (1997). 《High Spatial Resolution Imaging of Pre-Main Sequence Binary Stars: Resolving the Relationship Between Disks and Close Companions》. 《Astrophysical Journal》 490. 353–367쪽. Bibcode:1997ApJ...490..353G. doi:10.1086/304856.
- Ghez, Andrea M.; Klein, B. L.; Morris, M.; Becklin, E.E. (1998). 《High Proper Motions in the Vicinity of Sgr A*: Evidence for a Massive Central Black Hole》. 《Astrophysical Journal》 509. 678–686쪽. arXiv:astro-ph/9807210. Bibcode:1998ApJ...509..678G. doi:10.1086/306528. S2CID 18243528.
- Ghez, A. M.; Morris, M.; Becklin, E. E.; Tanner, A.; Kremenek, T. (2000). 《The Accelerations of Stars Orbiting the Milky Way's Central Black Hole》. 《네이처》 407. 349–351쪽. arXiv:astro-ph/0009339. Bibcode:2000Natur.407..349G. doi:10.1038/35030032. PMID 11014184. S2CID 312384.
- Ghez, A. M.; Duchêne, G.; Matthews, K.; Hornstein, S. D.; Tanner, A.; Larkin, J.; Morris, M.; Becklin, E. E.; S. Salim (2003년 1월 1일). 《The First Measurement of Spectral Lines in a Short-Period Star Bound to the Galaxy's Central Black Hole: A Paradox of Youth》. 《Astrophysical Journal Letters》 (영어) 586. L127쪽. arXiv:astro-ph/0302299. Bibcode:2003ApJ...586L.127G. doi:10.1086/374804. S2CID 11388341.
- Ghez, A. M.; Salim, S.; Weinberg, N. N.; Lu, J. R.; Do, T.; Dunn, J. K.; Matthews, K.; Morris, M. R.; Yelda, S. (2008년 12월 20일). 《Measuring Distance and Properties of the Milky Way's Central Supermassive Black Hole with Stellar Orbits》. 《Astrophysical Journal》 (영어) 689. 1044–1062쪽. arXiv:0808.2870. Bibcode:2008ApJ...689.1044G. doi:10.1086/592738. S2CID 18335611.

### 책
- Ghez, Andrea Mia; Cohen, Judith Love (2006). 《You Can Be a Woman Astronomer》. Cascade Pass. ISBN 978-1-880599-78-5.[18]

## 개인 삶
게즈는 톰 라투레트와 결혼하여 두 아들을 두고 있다. 게즈는 UCLA 마스터스 수영 클럽에서 활발한 수영 활동을 하고 있다.

## 같이 보기
- 노벨 물리학상 수상자 목록